# Bolognezer

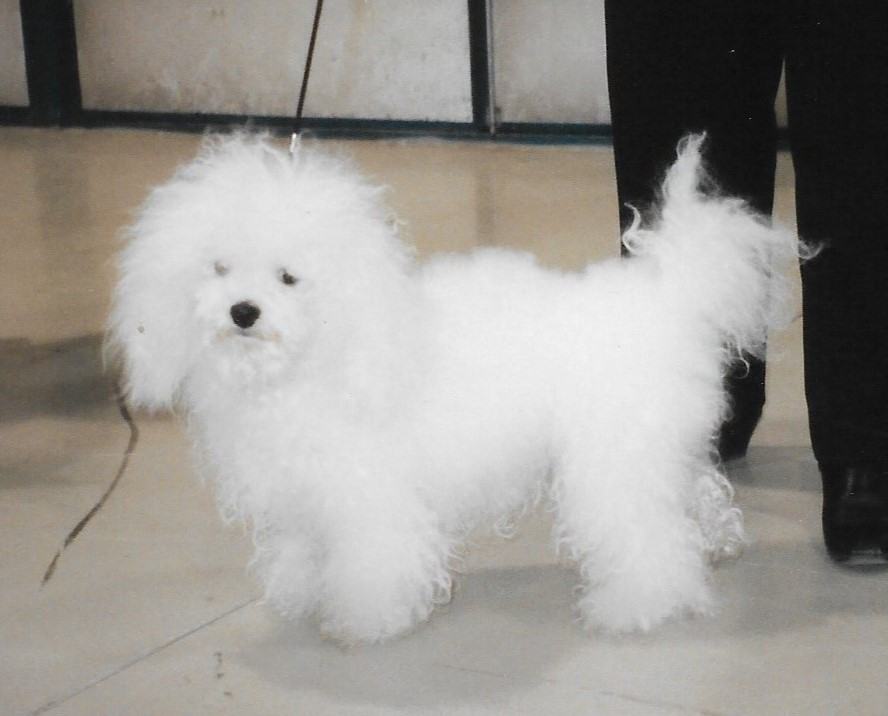
Bolognezer

Een bolognezer is een klein wit hondje dat in de groep van de bichons hoort. De soort is afkomstig uit Italië en was al bekend in het Romeinse Rijk. Ze is vernoemd naar de Italiaanse stad Bologna, waar ze oorspronkelijk vandaan zou komen.
De vacht van de hond is krullend, niet gefriseerd en de hond heeft kenmerkende ronde ogen die donker zijn met zwarte oogranden. De grootte van de reu ligt gemiddeld tussen 27 en 30 centimeter, bij de teef ligt dat tussen 25 en 28 centimeter. Beide kunnen nog weleens kleiner zijn, maar groter dan 30 centimeter is erg zeldzaam. De hondjes wegen gemiddeld tussen de 3 en 6 kilogram.
Er waren in 2008 twee fokkers die fokten volgens de eisen van de Nederlandse rasvereniging de 'Pekingees en Dwergspanielclub'. Deze vereniging behartigt de belangen van de bolognezer en nog een aantal zeldzame rassen.